# Арютинки
Арю́тинки — присілок у Велізькому районі Смоленської області Росії. Входить до складу Велізького міського поселення. Населення становить 27 осіб (2007).
Розташований у північно-західній частині області за 4 км на північний-захід від Веліжа та за 4 км на північ від автодороги Р 133 Смоленськ — Невель. Присілок розташований за 96 км на північ від залізничної станції Рудня на лінії Смоленськ — Вітебськ.

## Історія
У роки Другої світової війни присілок було окуповано німецькими військами у липні 1941 року, звільнено у вересні 1943 року.